# 斯波政綿
斯波 政綿（しば まさつら、生没年不詳）は、室町時代後期から戦国時代初期の武将。通称は四郎三郎、新三郎。
越前守護である斯波氏の一門で、代々越前今立郡鞍谷を領していた今立斯波家（鞍谷斯波家）に生まれる。同じく斯波一門で大野郡を領した大野斯波家と同じく、今立斯波家も実質的な分郡守護的立場にあったと考えられる。
政綿の活動としては、文明6年（1474年）5月に大滝寺（大滝神社）へ神領を寄進したということが『大滝神社文書』から確認できる他、大永4年（1524年）10月に越後の長尾為景に対して鷹や馬を求めるなどの活動が『上杉家文書』などから見られる。
朝倉孝景の婿になっていた可能性がある。